# Công binh Việt Nam Cộng hòa
- Thánh tổ: An Dương Vương.

Công binh được gọi là một ngành trong Quân lực Việt Nam Cộng hòa, trực thuộc hệ thống điều hành của Tổng cục Tiếp vận, dưới sự chỉ huy tổng quát của Bộ Tổng Tham mưu. Công binh được thành lập trong Quân đội với các chức năng: Chiến đấu, Kiến tạo, Yểm trợ và Tạo tác. Ban đầu được gọi là Nha Công binh, sau đổi tên và nâng cấp lên thành Cục Công binh. Ngành Công binh đã tồn tại cùng Quân lực Việt Nam Cộng hòa với thời gian từ năm 1951 đến tháng 4 năm 1975.

## Lịch sử hình thành
Theo nhu cầu phải có trong Quân đội, ngành Công binh Quân lực Việt Nam Cộng hòa được thành lập vào tháng 9 năm 1951. Tính đến tháng 8 năm 1952 có tất cả sáu Đại đội Yểm trợ cho 4 Quân khu.

## Sơ lược tổ chức
Năm 1953, ngành Tiếp liệu Công binh thành hình với Nha Vật liệu Công binh Trung ương và Sở Vật liệu Công binh Quân khu để phụ trách công tác tiếp liệu và sửa chữa quân cụ của Công binh. Thời gian này các Đại đội Công binh được biến cải thành các Tiểu đoàn Công binh chiến đấu.
Năm 1955, Bộ chỉ huy Công binh được thành lập, kể cả một Trường Huấn luyện & Đào tạo Công binh. Các Sở Vật liệu Công binh được đặt dưới quyền chỉ huy của Bộ chỉ huy Công binh. Ngành Công thự Tạo tác vẫn hoạt động riêng.
Khi ngành Tiếp vận được cải tổ với sự thành lập các Bộ chỉ huy Tiếp vận Vùng, các Tiểu đoàn Yểm trợ Công binh cũng được thành lập để yểm trợ cho các vùng liên hệ.

## Bảng phối trí 4 Quân khu
| Đơn vị                              | Chức năng           | Đơn vị trực thuộc              | Chỉ huy | Chú thích                                     |
| ----------------------------------- | ------------------- | ------------------------------ | --- | --------------------------------------------- |
| Quân khu I                          |                     |                                | |                                               |
| Liên đoàn 10                        | Công binh Chiến đấu | Các Tiểu đoàn: 101, 102 và 103 | Đại tá Ngô Văn Huế Võ khoa Thủ Đức K2. (Liên đoàn trưởng)                                                                              | Trực thuộc Bộ chỉ huy Công binh Quân đoàn I   |
| Liên đoàn 8                         | Công binh Kiến tạo  | Các Tiểu đoàn: 80, 81 và 82    | Trung tá Vũ Thượng Đôn Võ khoa Thủ Đức (Chỉ huy Tiểu đoàn 81)                                                                          | Trực thuộc Bộ chỉ huy Công binh Quân đoàn I   |
| Tiểu đoàn 41                        | Công binh Yểm trợ   |                                | | Trực thuộc Bộ chỉ huy Công binh Quân đoàn I   |
| Khu Tạo tác 10 Đặt tại Huế          | Cơ sở cố định       |                                | | Trực thuộc Bộ chỉ huy Công binh Quân đoàn I   |
| Khu Tạo tác 11 Đặt tại Đà Nẵng      | Cơ sở cố định       |                                | | Trực thuộc Bộ chỉ huy Công binh Quân đoàn I   |
| Khu Tạo tác 12 Đặt tại Quảng Ngãi   | Cơ sở cố định       |                                | | Trực thuộc Bộ chỉ huy Công binh Quân đoàn I   |
| Tiểu đoàn 1 Trực thuộc SĐ 1/BB      | Công binh Chiến đấu |                                | | Trực thuộc Bộ chỉ huy Công binh Quân đoàn I   |
| Tiểu đoàn 2 Trực thuộc SĐ 2/BB      | Công binh Chiến đấu |                                | | Trực thuộc Bộ chỉ huy Công binh Quân đoàn I   |
| Tiểu đoàn 3 Trực thuộc SĐ 3/BB      | Công binh Chiến đấu |                                | | Trực thuộc Bộ chỉ huy Công binh Quân đoàn I   |
| Quân khu II                         |                     |                                | |                                               |
| Liên đoàn 20                        | Công binh Chiến đấu | Các Tiểu đoàn: 201, 202 và 203 | Trung tá Lê Văn Lầu (Liên đoàn trưởng) Thiếu tá Hà Thúc Xáng (Chỉ huy Tiểu đoàn 201) Trung tá Nguyễn Thành Nam (Chỉ huy Tiểu đoàn 202) | Trực thuộc Bộ chỉ huy Công binh Quân khu 2    |
| Liên đoàn 6                         | Công binh Kiến tạo  | Các Tiểu đoàn: 60, 61 và 62    | Đại tá Dương Công Liêm Võ khoa Thủ Đức K1 (Liên đoàn trưởng)                                                                           | Trực thuộc Bộ chỉ huy Công binh Quân khu 2    |
| Tiểu đoàn 42                        | Công binh Yểm trợ   | Các Đại đội: 420, 421 và 422   | Thiếu Tá Nguyễn Văn Vinh Võ bị Đà Lạt K17                                                                                              | Trực thuộc Bộ chỉ huy Công binh Quân khu 2    |
| Tiểu đoàn 45                        | Công binh Yểm trợ   |                                | | Trực thuộc Bộ chỉ huy Công binh Quân khu 2    |
| Khu Tạo tác 20 Đặt tại Nha Trang    | Cơ sở cố định       |                                | | Trực thuộc Bộ chỉ huy Công binh Quân khu 2    |
| Khu Tạo tác 21 Đặt tại Ban Mê Thuột | Cơ sở cố định       |                                | | Trực thuộc Bộ chỉ huy Công binh Quân khu 2    |
| Khu Tạo tác 22 Đặt tại Pleiku       | Cơ sở cố định       |                                | | Trực thuộc Bộ chỉ huy Công binh Quân khu 2    |
| Tiểu đoàn 22 Trực thuộc SĐ 22/BB    | Công binh Chiến đấu |                                | Trung tá Nghiêm Kế | Trực thuộc Bộ chỉ huy Công binh Quân khu 2    |
| Tiểu đoàn 23 Trực thuộc SĐ 23/BB    | Công binh Chiến đấu |                                | | Trực thuộc Bộ chỉ huy Công binh Quân khu 2    |
| Quân khu III                        |                     |                                | |                                               |
| Liên đoàn 30                        | Công binh Chiến đấu | Các Tiểu đoàn: 301, 302 và 303 | Đại tá Lê Văn Nghĩa (Liên đoàn trưởng) Thiếu tá Lâm Hồng Sơn (Chỉ huy Tiểu đoàn 302)                                                   | Trực thuộc Bộ chỉ huy Công binh Quân đoàn III |
| Liên đoàn 5                         | Công binh Kiến tạo  | Các Tiểu đoàn: 60, 51 và 52    | Đại tá Trương Kỳ Trung (Liên đoàn trưởng)                                                                                              | Trực thuộc Bộ chỉ huy Công binh Quân đoàn III |
| Tiểu đoàn 43                        | Công binh Yểm trợ   |                                | Thiếu tá Huỳnh Quang Tiên | Trực thuộc Bộ chỉ huy Công binh Quân đoàn III |
| Khu Tạo tác 30 Đặt tại Gia Định     | Cơ sở cố định       |                                | | Trực thuộc Bộ chỉ huy Công binh Quân đoàn III |
| Khu Tạo tác 31 Đặt tại Biên Hòa     | Cơ sở cố định       |                                | | Trực thuộc Bộ chỉ huy Công binh Quân đoàn III |
| Khu Tạo tác 32 Đặt tại Bình Dương   | Cơ sở cố định       |                                | | Trực thuộc Bộ chỉ huy Công binh Quân đoàn III |
| Tiểu đoàn 5 Trực thuộc SĐ 5/BB      | Công binh Chiến đấu |                                | | Trực thuộc Bộ chỉ huy Công binh Quân đoàn III |
| Tiểu đoàn 18 Trực thuộc SĐ 18/BB    | Công binh Chiến đấu |                                | Trung tá Lư Tấn Cẩm Võ bị Đà Lạt K12                                                                                                   | Trực thuộc Bộ chỉ huy Công binh Quân đoàn III |
| Tiểu đoàn 25 Trực thuộc SĐ 25/BB    | Công binh Chiến đấu |                                | | Trực thuộc Bộ chỉ huy Công binh Quân đoàn III |
| Quân khu IV                         |                     |                                | |                                               |
| Liên đoàn 40                        | Công binh Chiến đấu | Các Tiểu đoàn: 401, 402 và 403 | Đại tá Vũ Thế Quỳnh Võ khoa Thủ Đức K4 (Liên đoàn trưởng)                                                                              | Trực thuộc Bộ chỉ huy Công binh Quân khu 4    |
| Liên đoàn 7                         | Công binh Kiến tạo  | Các Tiểu đoàn: 70, 71 và 72    | Đại tá Lê Ngọc Quỳnh (Liên đoàn trưởng)                                                                                                | Trực thuộc Bộ chỉ huy Công binh Quân khu 4    |
| Tiểu đoàn 44                        | Công binh Yểm trợ   |                                | | Trực thuộc Bộ chỉ huy Công binh Quân khu 4    |
| Khu tạo tác 40 Đặt tại Mỹ Tho       | Cơ sở cố định       |                                | | Trực thuộc Bộ chỉ huy Công binh Quân khu 4    |
| Khu Tạo tác 41 Đặt tại Cần Thơ      | Cơ sở cố định       |                                | | Trực thuộc Bộ chỉ huy Công binh Quân khu 4    |
| Khu Tạo tác 42 Đặt tại Bạc Liêu     | Cơ sở cố định       |                                | | Trực thuộc Bộ chỉ huy Công binh Quân khu 4    |
| Tiểu đoàn 7 Trực thuộc SĐ 7/BB      | Công binh Chiến đấu |                                | | Trực thuộc Bộ chỉ huy Công binh Quân khu 4    |
| Tiểu đoàn 9 Trực thuộc SĐ 9/BB      | Công binh Chiến đấu |                                | | Trực thuộc Bộ chỉ huy Công binh Quân khu 4    |
| Tiểu đoàn 21 Trực thuộc SĐ 21/BB    | Công binh Chiến đấu |                                | | Trực thuộc Bộ chỉ huy Công binh Quân khu 4    |

## Tại Trung ương
| Stt | Đơn vị                      | Chú thích                   | TT | Đơn vị                        | Chú thích                           |
| --- | --------------------------- | --------------------------- | -- | ----------------------------- | ----------------------------------- |
| 1   | Cục Công binh               |                             | 5  | Xưởng cưa Quân đội            |                                     |
| 2   | Trường Công binh            |                             | 6  | Tiểu đoàn 1 Yểm trợ Công binh | Yểm trợ Sư đoàn Nhảy dù             |
| 3   | Căn cứ 40 Yểm trợ Công binh |                             | 7  | Tiểu đoàn 2 Yểm trợ Công binh | Yểm trợ Sư đoàn Thủy quân Lục chiến |
| 4   | Đại đội Địa hình            | Yểm trợ Bản đồ cho Quân đội | 8  | Tiểu đoàn 3 Yểm trợ Công binh | Yểm trợ Binh chủng Biệt động quân   |

## Bộ chỉ huy Công binh Trung ương tháng 4/1975
- Chức vụ Chỉ huy & Tham mưu sau cùng:

| Stt | Họ và Tên                         | Cấp bậc  | Chức vụ                                    | Chú thích |
| --- | --------------------------------- | -------- | ------------------------------------------ | --------- |
| 1   | Nguyễn Thiện Nghị                 | Đại tá   | Cục trưởng                                 |           |
| 2   | Võ Thành Phú Võ khoa Thủ Đức K3   | Đại tá   | Phó Cục trưởng                             |           |
| 3   | Lưu Văn Dũng Võ bị Đà Lạt K7      | Đại tá   | Phụ tá Cục trưởng                          |           |
| 4   | Lê Minh Chúc Võ khoa Thủ Đức K2   | Đại tá   | Tham mưu trưởng                            |           |
| 5   | Cao Minh Châu Võ khoa Thủ Đức K1  | Đại tá   | Chánh sự vụ                                |           |
| 6   | Nguyễn Văn Tám Võ khoa Thủ Đức K1 | Đại tá   | Chỉ huy trưởng Trường Công binh            |           |
| 7   | Trần Văn Tuệ Võ bị Đà Lạt K7      | Đại tá   | Chỉ huy trưởng Căn cứ 40 Yểm trợ Công binh |           |
| 8   | Trần Kim Vinh                     | Thiếu tá | Đại đội trưởng Đại đội Địa hình            |           |

## Giám đốc, Cục trưởng qua các thời kỳ
| Stt | Họ và Tên                                    | Cấp bậc  | Chức vụ           | Tại chức  | Chú thích                                                                              |
| 1   | Trần Ngọc Thức Võ bị Huế K1                  | Thiếu tá | Giám đốc          | 1956-1962 | Giải ngũ cuối năm 1962 ở cấp Trung tá                                                  |
| 2   | Phạm Đăng Lân Sĩ quan Nước Ngọt Vũng Tàu     | Trung tá | Giám đốc          | 1963-1967 | Giải ngũ năm 1967 ở cấp Chuẩn tướng                                                    |
| 3   | Nguyễn Chấn Võ khoa Nam Định                 | Đại tá   | Cục trưởng (1966) | 1967-1972 | Sau cùng là Chuẩn tướng biệt phái Bộ Canh nông                                         |
| 4   | Nguyễn Văn Chức Võ bị Địa phương Nam Việt K2 | Đại tá   | Cục trưởng (1966) | 1972-1974 | Sau lên Chuẩn tướng. Ngày 29 tháng 4 năm 1975, Quyền Tổng cục trưởng Tổng cục Tiếp vận |
| 5   | Nguyễn Thiện Nghị                            | Đại tá   | Cục trưởng (1966) | 1975      | Cục trưởng sau cùng                                                                    |